# Ирша (Красноярский край)
И́рша — посёлок городского типа (до 2011 года — рабочий посёлок) в Рыбинском районе Красноярского края России.
Образует муниципальное образование со статусом городского поселения посёлок Ирша как единственный населённый пункт в его составе. В рамках административно-территориального устройства соответствует административно-территориальной единице посёлок городского типа Ирша.

## География
Расстояние до ближайшей железнодорожной станции 7 км. Площадь территории населённого пункта составляет 19,4 квадратных километров.

## История
Статус рабочего посёлка — с 1939 года. В 1945 году геологи приняли решение о строительстве Ирша-Бородинского разреза № 1 производственной мощностью около 1 миллиона тонн в год.
В 1968 году в посёлке Ирша открыли Красноярский краевой противотуберкулёзный диспансер № 6.
В 2011 году населённый пункт получил статус посёлка городского типа.

## Население
| 1939  | 1959  | 1970  | 1979  | 1989  | 2002  | 2009  |
| ----- | ----- | ----- | ----- | ----- | ----- | ----- |
| 3136  | ↗5684 | ↘3587 | ↘3005 | ↘1837 | ↘1459 | ↗1528 |
| 2010  | 2012  | 2013  | 2014  | 2015  | 2016  | 2017  |
| ↘1236 | →1236 | ↗1249 | ↗1275 | ↗1326 | ↗1342 | ↘1292 |
| 2020  | 2021  |       |       |       |       |       |
| ↘1223 | ↘1142 |       |       |       |       |       |

## Известные уроженцы, жители
Сергей Владимирович Талаленко (род. 16 мая 1964 года) — советский пловец в ластах.